# Aubun
Ne doit pas être confondu avec Aubin blanc ou Aubin vert.
L'  aubun est un cépage de France de raisins noirs.

## Origine et répartition géographique
L'aubun est probablement originaire du département de Vaucluse. Le cépage est recommandé ou autorisé dans la majorité des départements viticoles français (Ardèche, Aude, Aveyron, Corse, Gers, Gironde, Hérault, Landes, Loire-Atlantique, Lot, Lot-et-Garonne, Maine-et-Loire, Nièvre, Pyrénées Atlantiques, Pyrénées Orientales, Tarn-et-Garonne et Var). 
Sa superficie en France est en régression, passant de 5 822 hectares en 1979 à 1 411 hectares en 2004.
Il est un peu cultivé en Australie et en Californie.

## Caractères ampélographiques

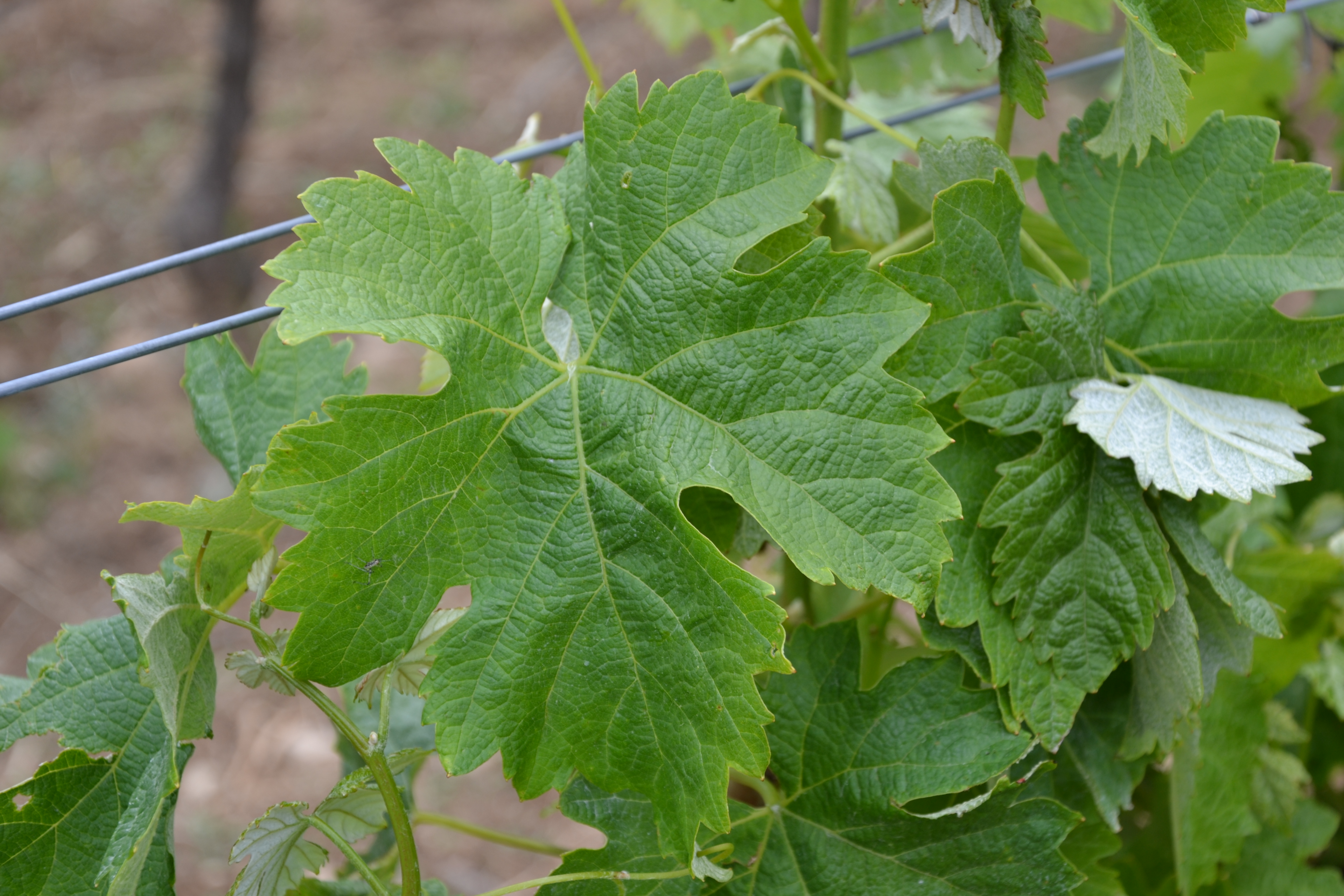
feuille de cépage aubun.

- Les grappes sont moyennes ou assez grandes, cylindriques et compactes.
- Les baies sont de taille moyenne.
- Extrémité du jeune rameau cotonneux blanc à liseré carminé.
- Jeunes feuilles duveteuses, jaunâtre à plages bronzées.
- Feuilles adultes, 5 à 7 lobes avec un sinus latéral large et concave, un sinus pétiolaire en lyre plus ou moins fermée, des dents ogivales, larges, un limbe cotonneux - pubescent.

## Aptitudes culturales
La maturité est de troisième époque : 25 jours après le chasselas.

## Potentiel technologique
Le cépage est vigoureux. Il est sensible à la coulure et au millerandage. Il présente une bonne résistance à l'oïdium, au mildiou, à la pourriture grise et aux gelées d’hiver.
Deux clones ont été agréés : le clone 168 et le clone 350.
Le vin est rouge peu coloré, de moyenne qualité et assez alcoolique.

## Synonymes
Il est également appelé carignan de Bedoin, carignan de Gigondas, counoise ou quenoise (par erreur car confondu avec la vraie counoise), grosse rogettaz, gueyne, morescola ou murescola (en Corse), moustardier ou moutardier.